# トレイン (りんご娘の曲)
『トレイン』は、青森県のローカルアイドルグループ・りんご娘の11枚目のシングル。2010年12月4日、2011年9月29日にリンゴミュージックから発売された。

## 概要
東北新幹線全線開業・新型車両E5系「はやぶさ」と小惑星探査機「はやぶさ」勝手に応援ソングとして、2007年頃から準備されたいた曲で、前作「ダイエット」から約3年ぶりのリリースとなった。
当初、歌詞は2番まであったが、2011年3月11日に起きた東日本大震災を機に、同年9月19日に3番の歌詞を入れた再収録版が発売された。
同曲は青森テレビ制作の「おしゃべりハウス」にて初披露された。

## 楽曲の特徴
タイトルの「トレイン」は、列車のように進む人生や夢の旅路を象徴。
歌詞には「人と人とのつながり」や「未来への希望」が込められており、地域密着型アイドルとしての姿勢が反映されている。
メンバーそれぞれにソロパートがあり、5人で歌う意味を持たせた構成となっている。

## パフォーマンスと影響
2010年12月18日には「りんご娘 & アルプスおとめ POWER LIVE 2010」にて披露され、ファンの間で好評を博した。それ以来、地元イベントやライブで頻繁に歌われ、りんご娘の代表曲の一つとして定着した。

## 収録内容
1. トレイン [4:54]
作詞・作曲：樋川新一 / 編曲：橋元成朋
2. だびょん [2:21]
作詞・作曲：樋川新一
3. トレイン - Instrumental - [4:54]
4. だびょん - Instrumental - [2:21]